# Lixin

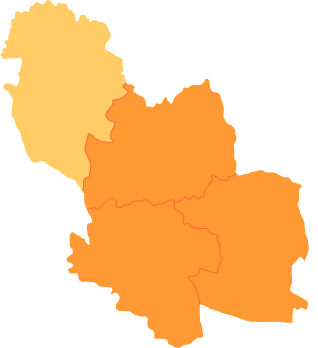
Lage des Kreises Lixin im Gebiet der bezirksfreien Stadt Bozhou

Der Kreis Lixin (chinesisch 利辛县, Pinyin Lìxīn Xiàn) ist ein Kreis der bezirksfreien Stadt Bozhou in der chinesischen Provinz Anhui. Er hat eine Fläche von 2.012 Quadratkilometern und zählt 1.248.000 Einwohner (Stand: Ende 2018).

## Administrative Gliederung
Auf Gemeindeebene setzt sich der Kreis aus neunzehn Großgemeinden und sieben Gemeinden zusammen. 